# グロマイヤー賞 作曲部門
グロマイヤー賞 作曲部門は、ルイビル大学で優れた作曲家に授与される賞である。グロマイヤー賞の部門の一つ。

## 概要
1984年にルイビル大学で産業家であり起業家でもあるヘンリー・チャールズ・グラウマイヤーによって創設された毎年恒例の賞である。この賞は1985年に最初に授与されました。グロマイヤー賞は世界秩序を改善するアイデア（1988年に制定）、教育（1989年-）、宗教（1990年-）、心理学（2000年-）などのカテゴリーに拡大された。初期の賞金は15万米ドル （約1500万円）で、2000年からの賞金は20万米ドル （約2000万円）に増加した。。2008年の経済危機の後、賞金は$100,000に減額された。

## 受賞リスト
| 年   | 受賞者                                        | 作品                                                            | ノート                                                                       |
| ---- | --------------------------------------------- | --------------------------------------------------------------- | ---------------------------------------------------------------------------- |
| 1985 | ヴィトルト・ルトスワフスキ                    | 交響曲第3番 (1973–1983年)                                       |                                                                              |
| 1986 | ジェルジ・リゲティ                            | エチュード (1985年) Études                                      | ピアノのための                                                               |
| 1987 | ハリソン・バートウィッスル                    | オルフェウスのマスク (1984年) The Mask of Orpheus               | オペラ                                                                       |
| 1988 | 受賞者なし                                    | 受賞者なし                                                      | 受賞者なし                                                                   |
| 1989 | チナリー・ウン (Chinary Ung)                  | インナー・ボイセズ (1986年) Inner Voices                        | 管弦楽のための                                                               |
| 1990 | ジョアン・タワー (Joan Tower)                 | 銀のはしご (1986年) Silver Ladders                              | 管弦楽のための                                                               |
| 1991 | ジョン・コリリアーノ                          | 交響曲第1番 (1991年)                                            |                                                                              |
| 1992 | クシシュトフ・ペンデレツキ                    | アダージョ (1989年)                                             | 大編成のオーケストラのための                                                 |
| 1993 | カレル・フサ                                  | チェロ協奏曲 (1988年)                                           |                                                                              |
| 1994 | 武満徹                                        | ファンタズマ/カントス (1991年)                                  | クラリネットと管弦楽のための                                                 |
| 1995 | ジョン・クーリッジ・アダムズ                  | ヴァイオリン協奏曲 (1993年)                                     |                                                                              |
| 1996 | アイヴァン・チェレプニン (Ivan Tcherepnin)    | ヴァイオリンとチェロのための二重協奏曲 (1995年)                 |                                                                              |
| 1997 | サイモン・ベインブリッジ (Simon Bainbridge)   | Ad Ora Incerta – Four Orchestral Songs from Primo Levi (1994年) | プリーモ・レーヴィの詩によるメゾソプラノ、ファゴットと管弦楽のための４つの歌 |
| 1998 | 譚盾                                          | マルコ・ポーロ (1995年) Marco Polo                              | オペラ                                                                       |
| 1999 | 受賞者なし                                    | 受賞者なし                                                      | 受賞者なし                                                                   |
| 2000 | トーマス・アデス                              | アシュラ, 作品 17 (1997年) Asyla                                | 管弦楽のための                                                               |
| 2001 | ピエール・ブーレーズ                          | シュル・アンシーズ (1996–1998年) Sur Incises                    | 3台のピアノ、3台のハープと3つの打楽器のための                                |
| 2002 | アーロン・ジェイ・カーニス (Aaron Jay Kernis) | カラード・フィールド (1994年) Colored Field                     | イングリッシュ・ホルンまたはチェロと管弦楽のための協奏曲                     |
| 2003 | カイヤ・サーリアホ                            | 彼方からの愛 (2000年) L'amour de loin                           | オペラ                                                                       |
| 2004 | 陳銀淑                                        | ヴァイオリン協奏曲 (2001年)                                     |                                                                              |
| 2005 | ジョージ・ツォンタキス (George Tsontakis)     | ヴァイオリン協奏曲第2番 (2003年)                                |                                                                              |
| 2006 | クルターグ・ジェルジ                          | ...コンチェルタンテ..., 作品 42 (2003年)                        | ヴァイオリンとヴィオラと管弦楽のための                                       |
| 2007 | セバスチャン・キュリアー (Sebastian Currier)  | スタティック (2003年) Static                                    | フルート、クラリネット、ヴァイオリン、チェロ、ピアノのための                 |
| 2008 | ピーター・リーバーソン (Peter Lieberson)      | ネルーダの歌 (2005年) Neruda Songs                              | パブロ・ネルーダの詩によるメゾソプラノと管弦楽のための歌曲集                 |
| 2009 | ブレット・ディーン (Brett Dean)               | The Lost Art of Letter Writing (2006年)                         | ヴァイオリン協奏曲                                                           |
| 2010 | ヨーク・ヘラー (York Höller)                  | Sphären (2001–2006年)                                           | 管弦楽のための                                                               |
| 2011 | ルイ・アンドリーセン                          | La Commedia (2004–2008年)                                       | ダンテ・アリギエーリの『神曲』によるマルチメディアオペラ                     |
| 2012 | エサ＝ペッカ・サロネン                        | ヴァイオリン協奏曲 (2008–2009年)                                |                                                                              |
| 2013 | ミシェル・ファン・デル・アー                  | Up-Close (2010年)                                               | チェロ、弦楽合奏、動画のためのチェロ協奏曲                                   |
| 2014 | ジューロ・ジヴコヴィッチ (Đuro Živković)      | On the Guarding of the Heart (2011年)                           | 室内管弦楽のための                                                           |
| 2015 | ヴォルフガング・リーム                        | IN-SCHRIFT 2 (2013年)                                           | 管弦楽のための                                                               |
| 2016 | ハンス・アブラハムセン                        |                                                                 |                                                                              |
| 2017 | アンドリュー・ノーマン                        |                                                                 |                                                                              |
| 2018 | ベント・ソアンセン                            | 三重協奏曲「L'isoladellaCittà」(The Island in the City)         | ヴァイオリン、チェロ、ピアノのソリストのための                               |
| 2019 | ジョエル・ボンズ                              |                                                                 |                                                                              |
| 2020 | 受賞なし                                      |                                                                 |                                                                              |
| 2021 | レイ・リャン                                  |                                                                 |                                                                              |
| 2022 | オルガ・ノイヴィルト                          |                                                                 |                                                                              |
| 2023 | Julian Anderson                               |                                                                 |                                                                              |
| 2024 | Aleksandra Vebralov                           |                                                                 |                                                                              |